# Seeläsgen (meteorito)
El meteorito de Seeläsgen, conocido también como meteorito de Brandenburg, Branibor o Przelazy, es un meteorito metálico encontrado en 1847 en Seeläsgen (actualmente Przełazy), entonces perteneciente a Alemania y que hoy forma parte de Polonia.
Con 102 kg de peso, es el tercer meteorito más grande de Polonia, después del de Morasko y del de Pultusk.

## Historia
El meteorito fue descubierto antes de 1847 por un agricultor de Seeläsgen durante los trabajos de drenaje en un prado húmedo situado entre Seeläsgen y Nieschlitzer See. Estaba enterrado a una profundidad de 4 metros aproximadamente. El granjero vendió la masa a un herrero llamado Jähnsch en el cercano pueblo de Zullichau (hoy Sulechów). El meteorito fue redescubierto en 1847 por Hartig, quien tomó muestras de él y, habiendo comprobado su naturaleza meteorítica, adquirió toda la masa por un dólar. Más tarde lo vendió por 225 dólares al Dr. J. G. Schneider en Breslau; Schneider describió el meteorito e hizo un molde del mismo antes de comenzar el seccionamiento. También realizó una xilografía del exterior mostrando la forma original.

## Composición
De acuerdo a Schneider, la masa era de lenticular a ovoide, con unas dimensiones de 35 x 32 x 26 cm. Parece que era un cuerpo intacto con regmagliptos y algunas lutitas de óxido adheridas.
Las secciones decapadas muestran una estructura de octaedrita gruesa de láminas de camacita rectas con un ancho de 3,1 ± 0,9 mm; muchas de estas láminas muestran una transformación incipiente a taenita. La taenita y la plesita ocupan un 1% del área, mientras que la schreibersita aparece dispersa como cristales irregulares en forma de llave.
La troilita bien es monocristalina con unas pocas maclas lenticulares, o bien se subdivide en unidades de tamaño milimétrico. Otros minerales presentes son cohenita, en forma de cuerpos redondeados alargados, y carlsbergita, formando laminillas delgadas en la fase de camacita.
En la composición elemental de este meteorito hay, además de hierro, un 6,7% de níquel, un 0,49% de cobalto, 459 ppm de germanio, 150 ppm de cobre y 62 ppm de galio.

## Clasificación
Este meteorito es una octaedrita gruesa normal, estrechamente relacionado con los meteoritos de Campo del Cielo, Sardis, Ossero y Magura. También está relacionado con el cercano meteorito de Morasko.
El meteorito de Seeläsgen es un miembro típico del grupo IAB; su elevado contenido de galio y germanio sitúa a este meteorito entre los miembros extremos del grupo.